# Mertzon (Texas)
Mertzon település az Amerikai Egyesült Államok Texas államában, Irion megyében, melynek megyeszékhelye is. Lakosainak száma 747 fő (2020. április 1.).

## Népesség
A település népességének változása:

| 2010 | 781 |
| 2020 | 747 |